# دوغالد ماكننيس
دوغالد ماكننيس هو لاعب رماية كندي، ولد في 2 يونيو 1877 في Ballachulish ‏ في المملكة المتحدة، وتوفي في 11 سبتمبر 1929 في إدمونتون في كندا.

## وصلات خارجية
- دوغالد ماكننيس على موقع الاتحاد الدولي (الإنجليزية)
- دوغالد ماكننيس على موقع اللجنة الأولمبية الدولية (الإنجليزية)
- دوغالد ماكننيس على موقع أوليمبيديا (الإنجليزية)
- دوغالد ماكننيس على موقع اللجنة الأولمبية الكندية (الإنجليزية)